# Byšičky

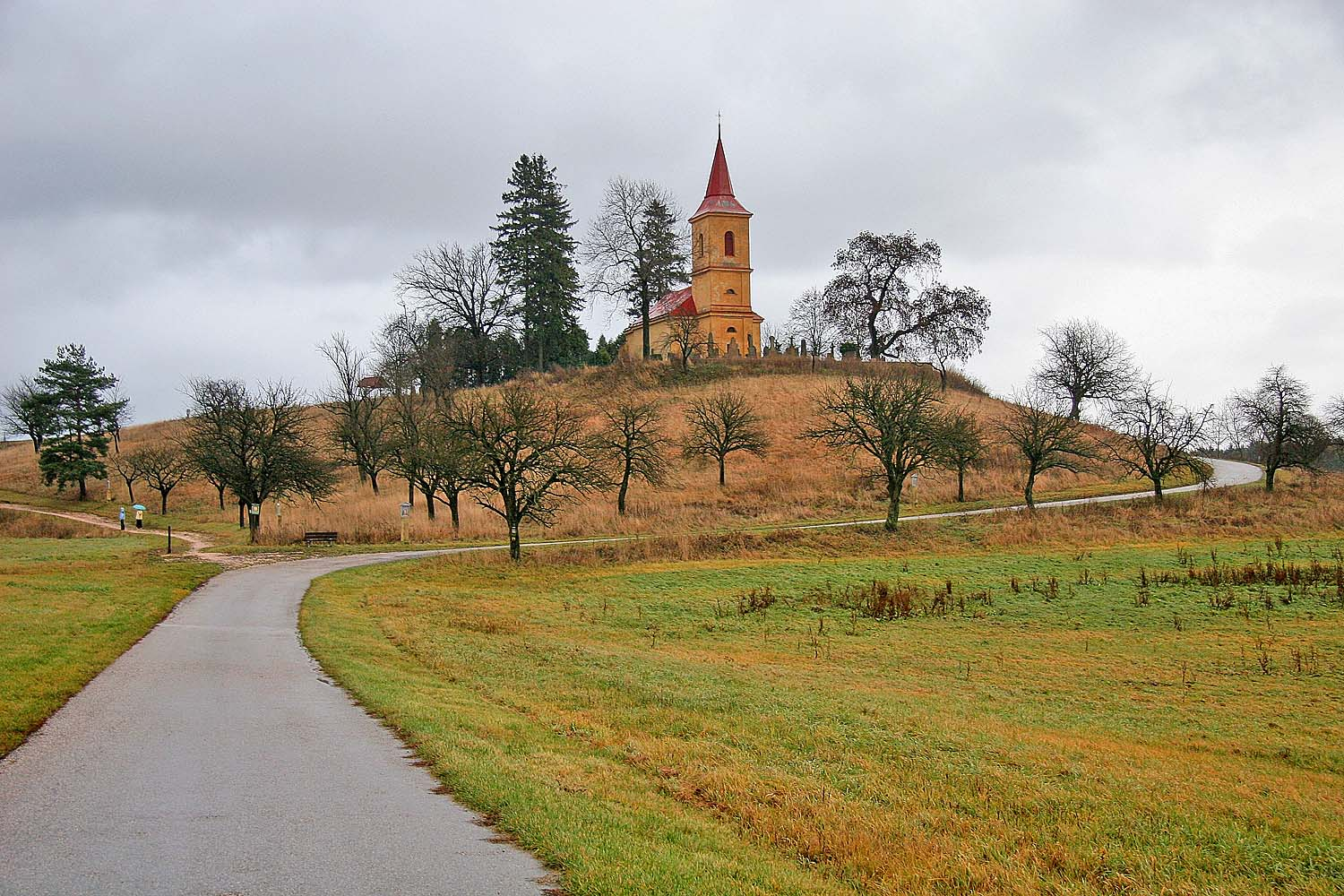
Die Peter-und-Paul-Kirche und der Friedhof in Byšičky

Byšičky ist eine Wüstung in Tschechien. Sie liegt auf dem Katastergebiet der Stadt Lázně Bělohrad im Okres Jičín. Das Dorf wurde 1318 erstmals erwähnt. Es ging im Dreißigjährigen Krieg unter. Erhalten ist nur noch die Wallfahrtskirche der Hl. Peter und Paul aus der Mitte des 13. Jahrhunderts und der angeschlossene Friedhof. 
Die Wallfahrtskirche besitzt eine romanische Apsis und ein ursprünglich gotisches Schiff. Nach gotischen und barocken Umbauten erhielt sie im Jahr 1854 ihre heutige Gestalt. Der Turm kam 1850 hinzu. Zwischen 1851 und 1880 lebte bei der Kirche der Einsiedler Augustin Hoření, der einen Kreuzweg ins Leben rief. Der verwüstete Pilgerweg erhielt im Jahr 2002 neue Stationen und wurde neu geweiht.  
Den aufgelassenen Siedlungshügel umgibt ein Waldgürtel, in dem fünf Teiche liegen. An ihren Ufern erstrecken sich Feuchtwiesen mit einigen seltenen Orchideenarten. Der feuchte Wiesen- und Waldkomplex ist besonders für Amphibien wie die Rotbauchunke ein Rückzugsgebiet inmitten der intensiv landwirtschaftlich genutzten Gegend. Er ist daher seit 1998 auf 90 Hektar als Naturdenkmal geschützt. 
Bekannt geworden ist die Ortslage Byšičky als Vorbild und Inspiration für die romantische Ballade Svatební košile (die Geisterbraut), die Karel Jaromír Erben 1853 in seiner lyrischen Sammlung Kytice z pověstí národních veröffentlichte. Darin folgt ein verlassenes Mädchen dem Geist ihres toten Bräutigams auf einen einsamen nächtlichen Kirchhof, wo sie sich gegen eine Horde von Wiedergängern wehren muss. Die Ballade wurde 1884 von Antonín Dvořák vertont.